# Pseudosimnia
Genre
Synonymes
- genre Aperiovula C. N. Cate, 1973[2]
- Aperiovula Cate, 1973[3]
- sous-genre Pseudosimnia (Aperiovula) C. N. Cate, 1973[2]
- sous-genre Pseudosimnia (Vokesina) Dolin & Dockery, 2018[2]

Pseudosimnia est un genre de mollusques gastéropodes de la famille des Ovulidae.

## Liste des espèces
Selon World Register of Marine Species (8 décembre 2018) :
- Pseudosimnia adriatica (G. B. Sowerby I, 1828)
- Pseudosimnia angusta Celzard, 2017
- Pseudosimnia anteana Dolin & Dockery, 2018 †
- Pseudosimnia bilineata Bozzetti, 2009
- Pseudosimnia carnea (Poiret, 1789)
- Pseudosimnia diaphana (Liltved, 1987)
- Pseudosimnia flava Fehse, 2003
- Pseudosimnia jeanae (C. N. Cate, 1973)
- Pseudosimnia juanjosensii (Pérez & Gómez, 1987)
- Pseudosimnia lacrima Simone & Cunha, 2012
- Pseudosimnia nudelmani Lorenz & Fehse, 2009
- Pseudosimnia pyrulina (A. Adams, 1855)
- Pseudosimnia shikamai (C. N. Cate, 1973)
- Pseudosimnia vanhyningi (M. Smith, 1940)
- Pseudosimnia wieseorum Lorenz, 1985

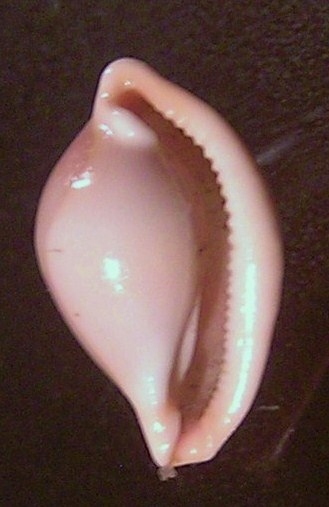
Coquille de Pseudosimnia carnea